# Pseudosarus
Pseudosarus is een geslacht van vliesvleugelige insecten uit de familie Andrenidae

## Soorten
- P. virescens Ruz, 1980